# Gli eroi del ghiaccio
Gli eroi del Ghiaccio (Ice Road Truckers) è un programma televisivo di History.
Il programma è basato sull'attività dei conducenti di camion che operano su rotte stagionali attraversando laghi e fiumi gelati in remoti territori artici del Canada e dell'Alaska. Durante i viaggi affrontano strade isolate tra cui la famosa Dalton Highway e le strade invernali del Manitoba in Canada.
In Italia la prima stagione è stata trasmessa su History a partire dal 7 gennaio 2010. La prima TV free è avvenuta il 2 luglio 2012 su Cielo.. la quarta edizione è andata in onda dal 2017 su Alpha. L'undicesima stagione è andata in onda nel 2018 su Blaze TV.

## Protagonisti

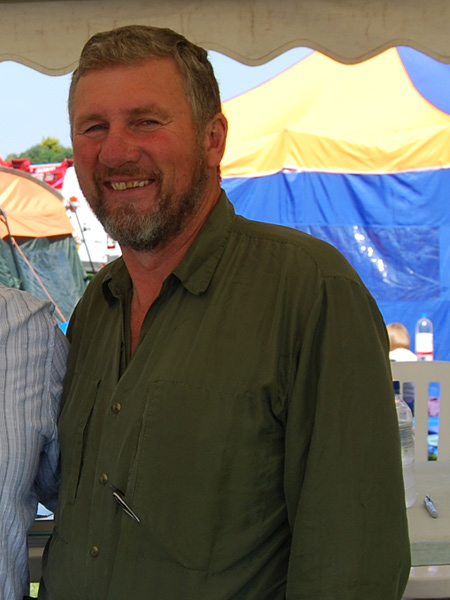
Alex Debogorski, uno dei protagonisti della serie (stag.da 1 a 11)

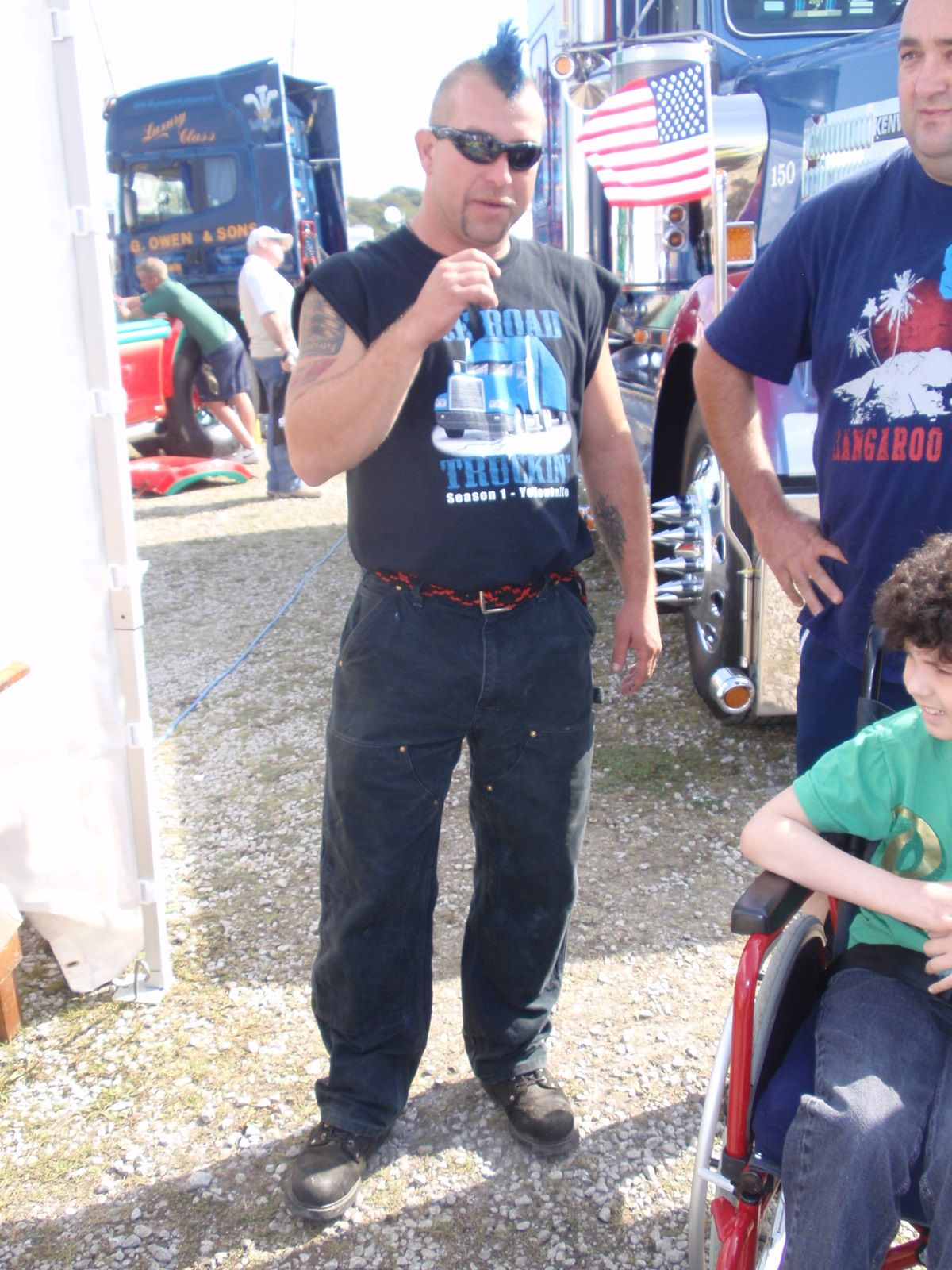
Rick Yemm,uno dei protagonisti della serie (stag. da 1 a 2 e da 5 a 6)

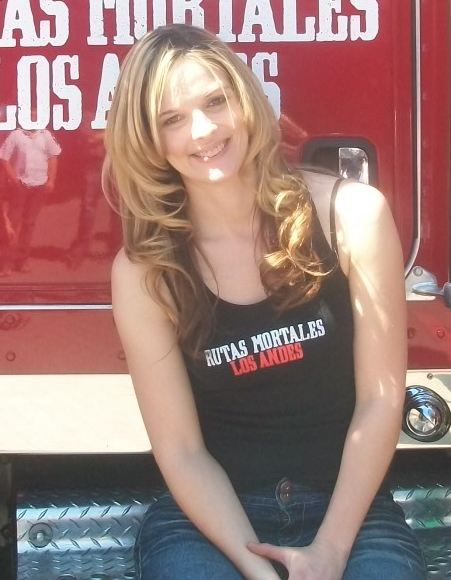
Lisa Kelly,protagonista della serie (stag. 3 a 5 e da 7 a 11)

Lista dei protagonisti/autisti che si sono susseguiti nella serie (aggiornati alla serie 11)
- Alex Debogorski
(Stagione 1 – 11)
- Lisa Kelly
(Stagione 3 – 5, stagione 7 – 11)
- Darrell Ward
(Stagione 6 – 10)
- Art Burke
(Stagione 7 – 11)
- Todd Dewey
(Stagione 7 – 11)
- Steph Custance
(Stagione 10 – 11)
- Reno Ward (figlio di Darrel Ward)
(Stagione 8 e 11)
- Hugh Rowland
(Stagione 1 – 8)
- Rick Yemm
(Stagione 1 – 2, stagione 5 – 6)
- Jay Westgard
(Stagione 1)
- T.J. Tilcox
(Stagione 1)
- Drew Sherwood
(Stagione 1 – 2)
- Eric Dufresne
(Stagione 2)
- Bear Swensen
(Stagione 2)
- Jack Jessee
(Stagione 3 – 4, stagione 6)
- George Spears
(Stagione 3)
- Tim Freeman
(Stagione 3)
- Carey Hall
(Stagione 3 – 6)
- Greg Boadwine
(Stagione 4)
- Ray Veilleux
(Stagione 4, season 6)
- Dave Redmon
(Stagione 5)
- Tony Molesky
(Stagione 5)
- Maya Sieber
(Stagione 5)
- Austin Wheeler
(Stagione 6)
- Ronald "Porkchop" Mangum
(Stagione 6)
- Joey Barnes
(Stagione 7 – 9)
- Mike Simmons
(Stagione 9)

## Episodi

### Prima stagione
| nº | Titolo originale     | Titolo italiano            | Prima TV USA   | Prima TV Italia  |
| -- | -------------------- | -------------------------- | -------------- | ---------------- |
| 1  | Ready to Roll        | Si parte!                  | 17 giugno 2007 | 7 gennaio 2010   |
| 2  | Diamond Mine         | La miniera di diamanti     | 24 giugno 2007 |                  |
| 3  | Dash for the Cash    | La tempesta perfetta       | 1º luglio 2007 |                  |
| 4  | The Big Chill        | Il grande freddo           | 8 luglio 2007  |                  |
| 5  | Midseason Mayhem     | Senza tetto né legge       | 15 luglio 2007 |                  |
| 6  | Driving on Thin Ice  | Voragini nascoste          | 22 luglio 2007 | 10 febbraio 2010 |
| 7  | The Rookie Challenge | La maledizione di Rookie   | 29 luglio 2007 | 17 febbraio 2010 |
| 8  | Into the Whiteout    | Avanti alla cieca          | 5 agosto 2007  | 24 febbraio 2010 |
| 9  | The Big Melt         | Quando il gioco si fa duro | 12 agosto 2007 | 3 marzo 2010     |
| 10 | The Final Run        | L'ultimo assalto           | 19 agosto 2007 | 11 marzo 2010    |

### Seconda stagione
| nº | Titolo originale     | Titolo italiano         | Prima TV USA     | Prima TV Italia |
| -- | -------------------- | ----------------------- | ---------------- | --------------- |
| 1  | Edge of the Earth    | Ai confini del mondo    | 8 giugno 2008    | 4 maggio 2010   |
| 2  | Mechanical Mayhem    | Olio di gomito          | 15 giugno 2008   | 4 maggio 2010   |
| 3  | The Big Blizzard     | La grande bufera        | 22 giugno 2008   |                 |
| 4  | Arctic Whiteout      | Visibilità zero         | 29 giugno 2008   |                 |
| 5  | Lost on the Ice      | Scomparso tra i ghiacci | 6 luglio 2008    |                 |
| 6  | Hundred Ton Haul     | Carichi troppo pesanti  | 13 luglio 2008   |                 |
| 7  | Man Down             | La minaccia dell'orso   | 20 luglio 2008   |                 |
| 8  | A Trucker's Farewell | L'addio di un eroe      | 27 luglio 2008   |                 |
| 9  | A Rookie Fumbles     | Corse contro il tempo   | 3 agosto 2008    |                 |
| 10 | Highway Maggots      | Lumache polari          | 10 agosto 2008   |                 |
| 11 | Man vs. Ice          |                         | 17 agosto 2008   |                 |
| 12 | The Big Thaw         | Il grande disgelo       | 24 agosto 2008   |                 |
| 13 | The World Crumbles   | Crolla il Mondo         | 7 settembre 2008 |                 |

### Terza stagione
| nº | Titolo originale          | Titolo italiano              | Prima TV USA   | Prima TV Italia  |
| -- | ------------------------- | ---------------------------- | -------------- | ---------------- |
| 1  | Deadliest Ice Road        | Al peggio non c'è mai fine   | 31 maggio 2009 | 6 ottobre 2010   |
| 2  | Rookie Run                | La corsa di Lisa             | 9 giugno 2009  | 13 ottobre 2010  |
| 3  | Canadian Invasion         | Scelte difficili             | 14 giugno 2009 | 20 ottobre 2010  |
| 4  | Blinding Whiteout         | Senza via d'uscita           | 21 giugno 2009 | 27 ottobre 2010  |
| 5  | Accident Alley            | Ognuno per sé                | 28 giugno 2009 | 3 novembre 2010  |
| 6  | Arctic Ice                | Eterni duelli                | 5 luglio 2009  | 10 novembre 2010 |
| 7  | Wicked Weather            | Una tempesta maledetta       | 12 luglio 2009 | 17 novembre 2010 |
| 8  | Killer Pass               | Il passo della morte         | 19 luglio 2009 | 24 novembre 2010 |
| 9  | Turn and Burn             | Andata e ritorno             | 26 luglio 2009 | 1º dicembre 2010 |
| 10 | Ocean Run                 | L'azzardo di Hugh            | 2 agosto 2009  | 8 dicembre 2010  |
| 11 | Busted Parts & Breakdowns | Il giorno delle ceneri       | 9 agosto 2009  | 15 dicembre 2010 |
| 12 | Race for the Finish       | Un carico esplosivo per Lisa | 29 agosto 2009 | 22 dicembre 2010 |
| 13 | Arctic Thaw               | Ore decisive                 | 23 agosto 2009 | 29 dicembre 2010 |

### Quarta stagione
| nº | Titolo originale        | Titolo italiano   | Prima TV USA      | Prima TV Italia |
| -- | ----------------------- | ----------------- | ----------------- | --------------- |
| 1  | Breaking Through        | Prime vittime     | 6 giugno 2010     |                 |
| 2  | The Polar Bear Returns  | Un grande ritorno | 13 giugno 2010    |                 |
| 3  | Facing Down th Blow     | Nervi saldi       | 20 giugno 2010    |                 |
| 4  | Storm Over Atigun       | Sotto assedio     | 27 giugno 2010    |                 |
| 5  | Trapped on Thin Ice     | In trappola       | 11 luglio 2010    |                 |
| 6  | Danger at 55 Below      | Sotto zero        | 18 luglio 2010    |                 |
| 7  | Avalanche!              | Valanga mortale   | 25 luglio 2010    |                 |
| 8  | Lisa's Monster Megahaul | Megacarico        | 1º agosto 2010    |                 |
| 9  | Blond on the Dalton     | Fuori strada      | 8 agosto 2010     |                 |
| 10 | The Ace vs the Ice      | La sfida di Jack  | 15 agosto 2010    |                 |
| 11 | A Rookie's Nightmare    | L'incubo di Ray   | 22 agosto 2010    |                 |
| 12 | The Dalton Strikes Back | Oltre ogni limite | 29 agosto 2010    |                 |
| 13 | Convoy to Hell          | Verso l'inferno   | 12 settembre 2010 |                 |
| 14 | A Legend Meets His End  | Fine di un eroe   | 19 settembre 2010 |                 |
| 15 | Deadly Melt             | Disgelo mortale   | 26 settembre 2010 |                 |
| 16 | New King of the Dalton  | L'ultima sfida    | 3 ottobre 2010    |                 |

### Quinta stagione
| nº | Titolo originale     | Titolo italiano         | Prima TV USA      | Prima TV Italia |
| -- | -------------------- | ----------------------- | ----------------- | --------------- |
| 1  | Pushing the Edge     | Si riparte              | 5 giugno 2011     |                 |
| 2  | Ice Road Rage        | Prime paure             | 5 giugno 2011     |                 |
| 3  | Wrong Turn & Burned  | La rivincita            | 12 giugno 2011    |                 |
| 4  | Fire on Ice          | Guai in vista           | 19 giugno 2011    |                 |
| 5  | Under the Hammer     | Contro la natura        | 26 giugno 2011    |                 |
| 6  | The Braking Point    | La grande sfida         | 10 luglio 2011    |                 |
| 7  | A Banged-Up Job      | Missione soccorso       | 17 luglio 2011    |                 |
| 8  | Meltdown!            | La grande tempesta      | 24 luglio 2011    |                 |
| 9  | Road to Nowhere      | Lisa in pericolo        | 31 luglio 2011    |                 |
| 10 | Rookie Rebellion     | Matricole in rivolta    | 7 agosto 2011     |                 |
| 11 | Hittin' the Skids    | Fino alla fine          | 14 agosto 2011    |                 |
| 12 | No More Mr. Nice Guy | Maledetta primavera     | 21 agosto 2011    |                 |
| 13 | Ice Rogue Trucker    | Quella canaglia di Dave | 28 agosto 2011    |                 |
| 14 | The Heat Is On       | Carico instabile        | 4 settembre 2011  |                 |
| 15 | Judgement Day        | Ultimi ostacoli         | 18 settembre 2011 |                 |
| 16 | The Last Dash        | Sprint finale           | 25 settembre 2011 |                 |

### Sesta stagione
| nº | Titolo originale       | Titolo italiano        | Prima TV USA      | Prima TV Italia |
| -- | ---------------------- | ---------------------- | ----------------- | --------------- |
| 1  | Aces and Jokers        | Le nuove leve          | 3 giugno 2012     |                 |
| 2  | Sink or Swim           | Il giorno del giudizio | 10 giugno 2012    |                 |
| 3  | Hammer Down            | Sotto pressione        | 17 giugno 2012    |                 |
| 4  | No Way Out             | Intrappolati           | 24 giugno 2012    |                 |
| 5  | Desperate Measures     | Fine dei giochi        | 1º luglio 2012    |                 |
| 6  | Blood, Sweat and Gears | Sotto pressione        | 5 luglio 2012     |                 |
| 7  | Hard Road Ahead        | Intrappolati           | 15 luglio 2012    |                 |
| 8  | Proving Ground         | Fine dei giochi        | 22 luglio 2012    |                 |
| 9  | Braking Bad            | Grandi sacrifici       | 29 luglio 2012    |                 |
| 10 | Stacking the Deck      | Sull'orlo del disastro | 5 agosto 2012     |                 |
| 11 | Hurricane Alley        | L'uragano Alley        | 12 agosto 2012    | 3 gennaio 2013  |
| 12 | Battle Lines           | L'ora della verità     | 19 agosto 2012    | 10 gennaio 2013 |
| 13 | Cold-Blooded           | Brusca frenata         | 26 agosto 2012    | 17 gennaio 2013 |
| 14 | Chopping Block         | L'ora dei pesi massimi | 9 settembre 2012  | 24 gennaio 2013 |
| 15 | Race the Melt          | Vite a rischio         | 16 settembre 2012 | 31 gennaio 2013 |
| 16 | The Final Showdown     | Ore contate            | 23 settembre 2012 | 7 febbraio 2013 |

### Settima stagione
| nº | Titolo originale   | Titolo italiano            | Prima TV USA   | Prima TV Italia |
| -- | ------------------ | -------------------------- | -------------- | --------------- |
| 1  | Collision Course   | Rotta di collisione        | 09 giugno 2013 | 16 ottobre 2013 |
| 2  | Art Attack         | La rivolta di Art          | 16 giugno 2013 | 16 ottobre 2013 |
| 3  | Fear the Crack     | Paura delle crepe          | 23 giugno 2013 | 23 ottobre 2013 |
| 4  | Ice Rodeo          | Rodeo sul ghiaccio         | 30 giugno 2013 | 23 ottobre 2013 |
| 5  | World War Hugh     | Salviamo il boss!          | 07 luglio 2013 |                 |
| 6  | Hail to the King   | Salute al re!              | 14 luglio 2013 |                 |
| 7  | Load Rules         | Un sacco di regole         | 21 luglio 2013 |                 |
| 8  | Art Of War         | L'arte della guerra        | 28 luglio 2013 |                 |
| 9  | Haul of the Wild   | Nel mondo selvatico        | 04 agosto 2013 |                 |
| 10 | Jagged Little Hill | La collinetta frastagliata | 11 agosto 2013 |                 |
| 11 | The Wrecking Crew  | La squadra di demolizione  | 18 agosto 2013 |                 |
| 12 | Winter Takes All   | L'inverno vince tutto      | 25 agosto 2013 |                 |

### Ottava stagione
| nº | Titolo Originale                 | Titolo italiano            | Prima TV USA      | Prima TV Italia |
| -- | -------------------------------- | -------------------------- | ----------------- | --------------- |
| 1  | The Gathering Storm              | Vortice polare             | 7 luglio 2014     | 2015            |
| 2  | Rushin' Roulette                 | La tempesta del secolo     | 14 luglio 2014    |                 |
| 3  | Into the Vortex                  | Inferno di ghiaccio        | 21 luglio 2014    |                 |
| 4  | Snow Bound                       | Tonnellate di neve         | 28 luglio 2014    |                 |
| 5  | Outdoors: The Storm Troopers     | La svolta                  | 3 agosto 2014     |                 |
| 6  | The Lone Wolf                    | Senza esclusione di colpi  | 10 agosto 2014    |                 |
| 7  | Blazing the Trail                | Nuove strade da percorrere | 17 agosto 2014    |                 |
| 8  | Highway to Hell                  | Autostrada per l'inferno   | 24 agosto 2014    |                 |
| 9  | Outdoors: Flirtin' with Disaster | Territori inesplorati      | 7 settembre 2014  |                 |
| 10 | Icing on the Lake                | Strade di ghiaccio         | 14 settembre 2014 |                 |
| 11 | Journey to the End of the Earth  | Il traguardo si avvicina   | 21 settembre 2014 |                 |
| 12 | World's End                      | La fine del mondo          | 28 settembre 2014 |                 |

### Nona stagione
| nº | Titolo originale                | Titolo italiano          | Prima TV USA      | Prima TV Italia |
| -- | ------------------------------- | ------------------------ | ----------------- | --------------- |
| 1  | Crossing Enemy Lines            |                          | 2 agosto 2015     |                 |
| 2  | Icy Grave                       |                          | 9 agosto 2015     |                 |
| 3  | Outdoors: Trail Bazers          | Furti                    | 16 agosto 2015    |                 |
| 4  | New Cold Blood                  | Perduto                  | 23 agosto 2015    |                 |
| 5  | Wild History: Power Trip        | La prima missione        | 30 agosto 2015    |                 |
| 6  | Break On Through                | Errori da principiante   | 13 settembre 2015 |                 |
| 7  | The Art of Survival             | Pericolo di scioglimento | 20 settembre 2015 |                 |
| 8  | Outdoors: Mother Nature Scorned |                          | 4 ottobre 2015    |                 |
| 9  | Hell Freezes Over               | Tutti per uno!           | 11 ottobre 2015   |                 |
| 10 | Icy Alliance                    |                          | 18 ottobre 2015   |                 |

### Decima stagione
| nº | Titolo originale  | Titolo italiano       | Prima TV USA      | Prima TV Italia  |
| -- | ----------------- | --------------------- | ----------------- | ---------------- |
| 1  | Against All Odds  |                       | 4 agosto 2016     | 26 gennaio 2018  |
| 2  | Feeling the Heat  |                       | 11 agosto 2016    | 2 febbraio 2018  |
| 3  | Breakdown         | Pericolo scioglimento | 18 agosto 2016    | 9 febbraio 2018  |
| 4  | Trial By Ice      | La via della morte    | 25 agosto 2016    | 16 febbraio 2018 |
| 5  | The Rookie        | La prima volta        | 1 settembre 2016  | 23 febbraio 2018 |
| 6  | Bridge to Nowhere | Percorso a ostacoli   | 8 settembre 2016  | 2 marzo 2018     |
| 7  | Into the Fire     |                       | 15 settembre 2016 |                  |
| 8  | Hell Nino         |                       | 22 settembre 2016 |                  |
| 9  | The Convoy        |                       | 29 settembre 2016 |                  |
| 10 | The Final Ride    |                       | 6 ottobre 2016    |                  |

### Undicesima stagione
| nº | Titolo originale  | Titolo italiano               | Prima TV USA      | Prima TV Italia |
| -- | ----------------- | ----------------------------- | ----------------- | --------------- |
| 1  | The Ice is Right  | Il ghiaccio ha sempre ragione | 24 agosto 2017    |                 |
| 2  | Jakknife Jeopardy | In aiuto di un amico          | 31 agosto 2017    |                 |
| 3  | Helter Melteer    | Guai finanziari               | 7 settembre 2017  |                 |
| 4  | Meltdown Blues    | La sfortuna del principiante  | 14 settembre 2017 |                 |
| 5  | The Son Rises     | Nuovi eredi                   | 5 ottobre 2017    |                 |
| 6  | A Bridge Too Far  | Strade innevate               | 12 ottobre 2017   |                 |
| 7  | On Ice and Men    | In aiuto della comunità       | 19 ottobre 2017   |                 |
| 8  | The Big Skid      | Una curva stretta             | 26 ottobre 2017   |                 |
| 9  | Double Trouble    | Passaggio difficile           | 2 novembre 2017   |                 |
| 10 | One Last Lick     | Strada scivolosa              | 9 novembre 2017   |                 |

## IRT: Deadliest Roads
Il 3 ottobre 2010 negli Stati Uniti, immediatamente dopo la fine della quarta stagione, è cominciata la trasmissione di uno spinoff intitolato IRT: Deadliest Roads.
In Italia la prima stagione è nota come Gli eroi del ghiaccio - Himalaya ed è stata trasmessa su History dal 5 maggio 2011 al 7 luglio. Alla nascita del canale Focus avvenuta il 28 luglio 2012 è corrisposta la prima TV free. In questa stagione Rick Yemm, Alex Debogorski e Lisa Kelly mettono alla prova le loro abilità di guida sulle strette strade di montagna dell'Himalaya, da Delhi a Shimla, poi alle dighe in costruzione di Karchan e Kuppa. Alex abbandona già nel primo episodio e viene sostituito da Dave Redmon. In seguito i tre guidatori devono rifornire la città di Keylong, isolata per mesi a causa del mal tempo, attraversando il Passo Rohtang. Infine, solamente Lisa Kelly trasporta del carburante per gli equipaggi degli elicotteri che soccorrono le persone bloccate in montagna dalle tempeste.
La seconda stagione è stata trasmessa sempre su History con il titolo Gli eroi del ghiaccio - Ande a partire dal 2 febbraio 2012.

### Prima stagione:Gli eroi del ghiaccio - Himalaya
| nº | Titolo originale             | Titolo italiano              | Prima TV USA     | Prima TV Italia |
| -- | ---------------------------- | ---------------------------- | ---------------- | --------------- |
| 1  | Freefall Freeway             | Sul tetto del mondo          | 3 ottobre 2010   | 5 maggio 2011   |
| 2  | Pushed to the Ledge          | Lisa, sull'orlo dell'abisso  | 11 ottobre 2010  | 12 maggio 2011  |
| 3  | Facing Fears                 | Punto di rottura             | 17 ottobre 2010  | 19 maggio 2011  |
| 4  | Death is a Blind Corner Away | La morte dietro l'angolo     | 24 ottobre 2010  | 26 maggio 2011  |
| 5  | Crumbling Roads              | Sul filo del rasoio          | 31 ottobre 2010  | 2 giugno 2011   |
| 6  | Thin Air                     | Senza fiato                  | 7 novembre 2010  | 9 giugno 2011   |
| 7  | Cut Off!                     | Tagliati fuori               | 14 novembre 2010 | 16 giugno 2011  |
| 8  | Overloaded!                  | Sovraccarico ad alto rischio | 21 novembre 2010 | 23 giugno 2011  |
| 9  | Pile of Corpses              | Sopravvivere nella notte     | 28 novembre 2010 | 30 giugno 2011  |
| 10 | Explosive Cargo              | Esplosione finale            | 5 dicembre 2010  | 7 luglio 2011   |

### Seconda stagione:Gli eroi del ghiaccio - Ande
| nº | Titolo originale            | Titolo italiano            | Prima TV USA      | Prima TV Italia  |
| -- | --------------------------- | -------------------------- | ----------------- | ---------------- |
| 1  | The Death Road              | La strada della morte      | 25 settembre 2011 | 2 febbraio 2012  |
| 2  | Rise of the Rookies         | L'ascesa delle matricole   | 2 ottobre 2011    | 9 febbraio 2012  |
| 3  | Lisa vs. The Devil's Bridge | Lisa vs. il Ponte del Male | 9 ottobre 2011    | 15 febbraio 2012 |
| 4  | The Replacement Trucker     | Il nuovo partner di Lisa   | 16 ottobre 2011   | 22 febbraio 2012 |
| 5  | Death Race                  | La corsa della morte       | 23 ottobre 2011   | 29 febbraio 2012 |
| 6  | The Flattest Place on Earth | La strada invisibile       | 30 ottobre 2011   | 7 marzo 2012     |
| 7  | Oxygen Required             | Verso il limite verticale  | 6 novembre 2011   | 14 marzo 2012    |
| 8  | Desert Disaster             | Nel buio del deserto       | 13 novembre 2011  | 21 marzo 2012    |
| 9  | The Hangover                | Sull'orlo del precipizio   | 20 novembre 2011  | 28 marzo 2012    |
| 10 | Dead Man's Canyon           | Il vecchio sentiero        | 27 novembre 2011  | 4 aprile 2012    |
| 11 | King of the Road            | Sfida al Re                | 4 dicembre 2011   | 11 aprile 2012   |
| 12 | Landslide!                  | L'ultima frana             | 11 dicembre 2011  | 18 aprile 2012   |
| 13 | Bull Run                    | La prova del toro          | 18 dicembre 2011  | 18 aprile 2012   |